# Crazy Machines
Crazy Machines (с англ. — «Безумные механизмы». В России известна как Заработало!) — серия компьютерных игр в жанре головоломка, разработанная компанией FAKT Software в 2004 году. Основа игры — создание машин Голдберга.

## Геймплей
Игрок в роли ученика профессора выполняет все его замысловатые испытания. В первых испытаниях всё просто: собрать в «корзину» предметы, сбить башню из ящиков другим ящиком, включить рубильник и так далее. Но по мере продвижения увеличивается как сложность испытаний, так и количество заданий в одном испытании: используя механизмы, передвинуть тележку со свечкой и зажечь 5 ракет, включить все лампочки враз, используя источники тока, проводники и тройники.
Выполнение заданий требует от игрока терпения и усердия. Часто, от нескольких миллиметров зависит, притянется ли ведро магнитом и попадёт ли в него мячик. На выполнение одного задания игроку даётся определённое время и определённые вещи: доски, мячи разного размера, котлы, трубы, свечи и ещё около 100 разнообразных предметов. Главной задачей является «достроить» уже имеющийся маршрут и запустить процесс. Дальше, всё само действует по законам физики: предметы падают, толкают другие предметы, включают рубильники и многое другое.
Всего в игре около 100 заданий (количество может различаться для разных версий). При этом, все действия игрока комментируются со стороны профессора. Он может как радоваться (крики: «Давай!», «Отлично!»), так и пугаться (выражения: «Одну минутку, как пройти в ближайший бункер?», или «Подожди, я только взгляну на страховку домашнего имущества!»).

## Список серий и дополнений

### Crazy Machines
- Crazy Machines: Inventors Workshop (Заработало! Мастерская изобретателя)
- Crazy Machines: New Challenges (Заработало! Новые испытания)
- Crazy Machines 1.5 — две следующие игры в одном на движке второй
- Crazy Machines: New From The Lab (Заработало! Повелитель механизмов)
- Crazy Machines: Play All Family (Заработало! Играет вся семья) — в Steam переиздана как Crazy Machines: Inventors Training Camp

### Crazy Machines 2 и DLC
- Crazy Machines 2 (Заработало! 2)
- Crazy Machines 2: Back to the Shop
- Crazy Machines 2: Liquid Force
- Crazy Machines 2: Time Travel
- Crazy Machines 2: Halloween
- Crazy Machines 2: Happy New Year DLC
- Crazy Machines 2: Invaders from Space
- Crazy Machines 2: Invaders From Space, 2nd Wave DLC
- Crazy Machines 2: Jewel Digger DLC
- Crazy Machines 2: Pirates
- Crazy Machines 2: Anniversary DLC

### Crazy Machines Elements и DLC
- Crazy Machines: Elements
- Crazy Machines: Elements DLC — Collision Course & Mental Activity
- Crazy Machines: Elements DLC — Gadget Fun & Tricky Riddles

### Независимые игры
- Crazy Machines: Golden Gears
- Crazy Machines 3